# Palau del Trocadéro
El palau del Trocadéro al 16è arrondissement de París, era una construcció de tendència eclèctica, d'inspiracions moresca i neobizantina. Ha estat concebut pels arquitectes Gabriel Davioud i Jules Bourdais per a l'Exposició universal de París de 1878. Va ser ulteriorment destruït i va ser reemplaçat pel Palau de Chaillot per a l'Exposició Universal de París (1937). Va acollir, fins a la seva destrucció, el Museu dels monuments francesos creat per Alexandre Lenoir. Els jardins del Trocadéro van ser realitzats per Jean-Charles Alphand. A partir de 1880, hi va ser instal·lat un observatori astronòmic popular, fundat per Léon Jaubert.
Com el palau de Chaillot actual, l'antic palau del Trocadéro implicava dues ales en forma de semicercle, l'estructura del qual ha estat de fet conservada. Tanmateix, el palau dissenyat per Davioud les enllaçava per una part central (al lloc on es troba ara l'esplanada), circular i flanquejada de dues torres, en l'estil moresc o neobizantí.

## Sala de festes
La sala de festes del Trocadéro, immensa amb les seves 5.000 places, conté un orgue esplèndid del fabricant Aristide Cavaillé-Coll. Inaugurat el 8 d'agost de 1878 per Alexandre Guilmant, aquest orgue serà transferit al palau de Chaillot. És avui l'orgue de l'auditori Maurice-Ravel de Lió.

## Esdevenir de les parts desmuntades
- Les estàtues dels continents, el jove elefant atrapat, el rinoceront i el cavall rasclat són ara prop del Museu d'Orsay.
- Un bou de l'antic palau és a Nimes.
- 7 mascarons de la font de Rodin són al parc de Sceaux i 14 al jardí floral municipal d'Auteuil.
- Dos bous de l'antic palau han estat col·locats a l'entrada dels escorxadors de Vaugirard, actualment parc Georges-Brassens.